# أسماء مصطفى
أسماء مصطفى تربوية وناشطة فلسطينية. فازت بجائزة المعلم العالمية لعام 2020.  حصلت على تخرجها من قسم اللغة الإنجليزية في الجامعة الإسلامية بغزة عام 2008.
تشتهر أسماء مصطفى بنهج تفكيرها غير التقليدي عندما يتعلق الأمر بأساليب التدريس الخاصة بها. نفذت اسلوب التحول النموذجي باستخدام الأفكار الإبداعية لتعليم اللغة الإنجليزية لطلابها من خلال الألعاب والرحلات الخيالية حول العالم. كل هذا قلامت به أثناء إقامتها في قطاع غزة المحاصر من دولة فلسطين مع إمكانية وصول محدودة للغاية إلى العالم الخارجي.
تعمل على تدريس اللغة الإنجليزية في مدرسة حليمة السعدية المتوسطة للبنات في قطاع غزة. وواصلت عملها في تدريس اللغة الإنجليزية للطلاب وسط الازمة العالمية عام 2020 المتمثلة بجائحة كوفيد-19 حيث أدى الوباء إلى توقف العالم فعليًا. وحازت على جائزة المعلم المبدع في فلسطين لعام 2022. خلال فترة الإغلاق الناجمة عن جائحة كوفيد-19. توصلت إلى حل مبتكر يسمى مبادرة "المعلمون خلف الشاشات" بهدف تدريب المعلمين افتراضيًا.
تم اختيارها لتكون الفائزة المباشرة بجائزة المعلم العالمية لعام 2020 بعد منافسة مع المعلمين في جميع أنحاء العالم. فازت بجائزة المعلم العالمية لعام 2020 بعد مشاركتها في مسابقة المعلمين حيث قدمت أيضا عملية التفكير الخاصة بها أمام الحكام حول كيفية استخدام الموارد الإبداعية في تدريس الطلاب.

## كتبها
وهي معروفة على نطاق واسع بعملها البارز في تأليف كتب مثل الخمسة والأربعون لعبة لتعليم اللغة الإنجليزية لغير الناطقين بها والرحلات التعليمية حول العالم لتعليم مهارات اللغة الإنجليزية.

## النزوح عام 2024
في عام 2024، يبدو أنها نزحت إلى منطقة الموانسي في رفح بسبب الحرب بين إسرائيل وفلسطين.

## أنظر أيضا
- حنان الحروب